# Бен-Арус
Бен-Арус (араб. بن عروس) — місто в Тунісі, центр однойменного вілаєту. Населення — 74 932 чол. (2004). Знаходиться на березі Туніської затоки.